# Open Bucaramanga 2010
L'Open Bucaramanga 2010, noto come Seguros Bolívar Open Bucaramanga 2010 per motivi di sponsorizzazione, è stato un torneo professionistico di tennis maschile giocato sulla terra rossa, che faceva parte dell'ATP Challenger Tour 2010. Si è giocato a Bucaramanga in Colombia dal 25 al 31 gennaio 2010.

## Partecipanti

### Teste di serie
| Giocatore | Nazionalità      | Ranking* | Testa di serie |
| --------- | ---------------- | -------- | -------------- |
| Argentina | Eduardo Schwank  | 95       | 1              |
| Cile      | Nicolás Massú    | 97       | 2              |
| Spagna    | Santiago Ventura | 106      | 3              |
| Colombia  | Santiago Giraldo | 114      | 4              |
| Spagna    | Pere Riba        | 120      | 5              |
| Romania   | Victor Crivoi    | 121      | 6              |
| Brasile   | Thiago Alves     | 141      | 7              |
| Brasile   | Ricardo Mello    | 142      | 8              |

- Ranking al 18 gennaio 2010.

### Altri partecipanti
Giocatori che hanno ricevuto una wild card:
- Ricardo Corrente
- Alejandro González
- Sebastián Serrano
- Eduardo Struvay

Giocatori passati dalle qualificazioni:
- Facundo Bagnis
- Leonardo Kirche
- Guido Pella
- Guillermo Rivera-Aranguiz

## Campioni

### Singolare
Eduardo Schwank ha battuto in finale  Juan Pablo Brzezicki con il punteggio di 6–4, 6–2

### Doppio
Pere Riba /  Santiago Ventura hanno battuto in finale  Marcelo Demoliner /  Rodrigo Guidolin, 6–2, 6–2